# Sel Q
La selenoproteïna Q o Sel Q va ser descrita per primera vegada a l'organisme Toxoplasma gondii, i de moment no se n'han detectat homòlegs en altres organismes. Tot i que és possible que es trobi present a altres organismes propers, evolutivament parlant, com a Neospora caninum Liverpool